# Mahary
Mahary (ukr. Магари, ros. Магары) – przystanek kolejowy w pobliżu miejscowości Czerkasy, w rejonie kowelskim, w obwodzie wołyńskim, na Ukrainie.